# Barrage du Grand-Moulin
Le barrage du Grand-Moulin est érigé à la décharge du lac des Deux-Montagnes. Il relie le quartier de Laval-Ouest à Laval sur la rive nord de l'île Jésus à la rive sud de la ville de Deux-Montagnes située plus au nord. Sur cette construction de béton, sont aménagés une piste cyclable et un large passage piétonnier. 

## Vocation
Planifié dans le cadre du projet Archipel, le barrage du Grand-Moulin a pour fonction de contrôler les inondations sur la rivière des Mille Îles lorsque le débit du lac des Deux-Montagnes, son affluent, approche les 780 m3/s. Le barrage n’est utile qu’en temps de crue, au printemps. Le reste de l’année, les vannes sont ouvertes en permanence et permettent l’écoulement naturel des eaux du lac dans la rivière. Cet ouvrage ne sert pas à produire de l’électricité. Considérant sa vocation, le barrage appartient au Ministère de l'Environnement et de la Lutte contre les changements climatiques du Québec.

## Activités
Le barrage est construit en partie sur l’île Boisée. Il sert de pont cyclable et piétonnier d’où on peut voir le refuge faunique de l'île Turcotte tout en appréciant en amont, l'est de la baie Calumet du lac des Deux-Montagnes. Ce barrage marque la frontière entre le lac des Deux-Montagnes et la rivière des Mille-îles et fait un lien pour le réseau cyclable urbain avec trois des plus grandes îles de l'archipel, soit l'île de Montréal, l'île Bizard et l'île Jésus.